# Kate Garven
Kate Garven (Sydney, 18 februari 1986) is een Australisch actrice. Ze is bekend als Jade Sutherland van de soapserie Home and Away. Ze speelde deze rol 4 jaar lang, van 2000 tot 2004. In mei 2004 trouwde ze met Ben Field. Ze leerde hem kennen op de set van Home and Away. Field en Garven hebben samen drie zonen.